# Стефан Драганов
Стефан Ангелов Драганов, по прякор „Чоната“ е бивш български футболист, нападател, юноша на Локомотив (Пловдив). Роден е на 13 август 1966 г. в Пловдив.

## Кариера
Възпитаник на школата на Локомотив (Пловдив), дебютира в мъжкия отбор през 1984 г. като по-късно носи и капитанската лента на тима. За родния си клуб играе в периодите 1984 – 1991 и 1995 – 1997. През 1991 г. е привлечен в ЦСКА (София), където записва два сезона. Играе също за Ботев (Пловдив) в периода 1993 – 1995, Инстант Дикт (Хонконг) (1997 – 1998) и Леишоиш Спорт Клуб (Порто, Португалия) (1998 – 1999).
В А група има общо 240 мача и 85 гола. Шампион на България през сезон 1991/92 с ЦСКА (София), вицешампион и Носител на Купата на България през сезон 1992/93. С отбора на Ботев (Пд) е бронзов медалист през 1994 и 1995 г. Шампион на Хонконг с Инстант Дикт през сезон 1997/98. В евротурнирите има 3 мача (1 за ЦСКА (София) в КЕШ и 2 за Ботев (Пд) в турнира за купата на УЕФА).
За Локомотив (Пловдив) има общо 164 мача и 54 гола в А група, 31 мача и 2 гола в Б група и 27 мача и 12 гола в турната за Купата на България.
Има 14 мача и 2 гола за националния отбор.
След приключване на състезателната си кариера през 1999 г. става първо скаут, а след това и старши треньор в родния си Локомотив (Пловдив). Изпълнява също и длъжността на изпълнителен директор на черно-белите. През есента на 2001 г. заминава за САЩ, където е помощник-треньор на Тъндър Сокър Клуб и старши треньор на Хауърд Комюнити Колидж. От 2010 е старши треньор на американския Мериленд Ред Девилс.

## Успехи
Локомотив Пловдив
- Промоция в А група (1 път) – 1984/85

ЦСКА (София)
- Шампион на България (1 път) – 1991/92
- Купа на България (1 път) – 1992/93

Инстант Дикт
- Шампион на Хонконг (1 път) – 1997/98